# António Xavier
António Manuel Pereira Xavier, noto semplicemente come António Xavier (Guimarães, 6 luglio 1992), è un calciatore portoghese, ala o centrocampista del Bnei Yehuda.

## Carriera
Ha giocato nella prima divisione portoghese ed in quella greca.

## Palmarès

### Club

#### Competizioni nazionali
- Segunda Liga: 1

Tondela: 2024-2025